# 持球核心
持球核心，或称之为持球大核，是中文球评界对篮球中掌控球权的核心球员的称谓，持球核心在大多数时候能够掌控球权，通过得分和传球引领球队进攻，在球队中占据不可替代的地位，重要性远超其他球员。持球核心通常是球队中承担最多进攻任务、得分产量最高的球员。
在NBA中，持球核心的回合占有率一般在30%以上，被认为是持球核心代表的球员包括勒布朗·詹姆斯、詹姆斯·哈登、卢卡·东契奇。